# أمريكا المفتوحة 1991 (كرة مضرب)
قائمة بالأبطال في بطولة 1991 أمريكا المفتوحة:

## الكبار

### فردي رجال
ستيفان إدبرغ هزم  جيم كورير ، 6-2, 6-4, 6-0

### فردي سيدات
مونيكا سيليش هزم  مارتينا نافراتيلوفا ، 7-6, 6-1